# Willem van Elden

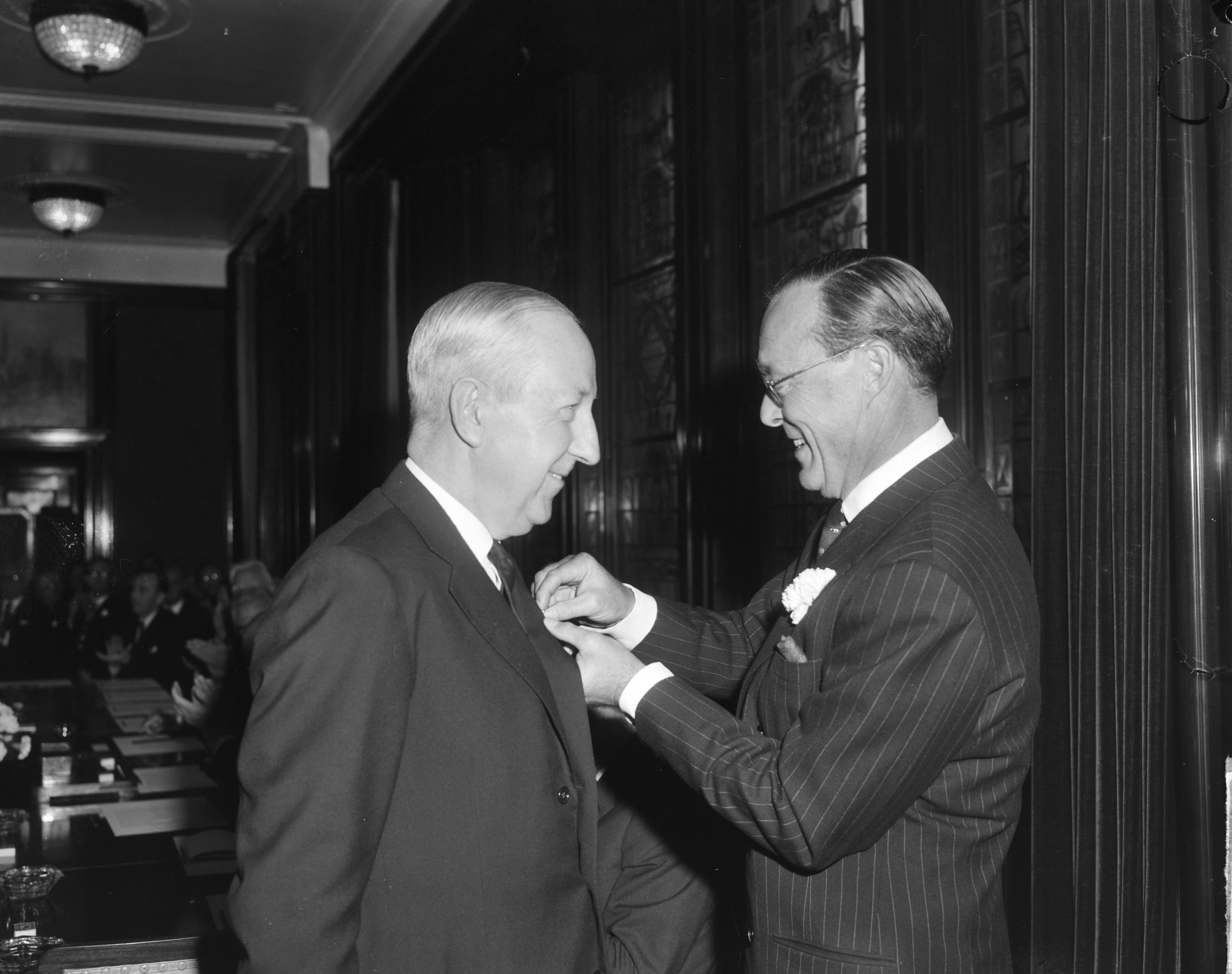
Van Elden krijgt Zilveren Anjer opgespeld (1963)

Willem van Elden (Utrecht, 15 april 1899 - Wassenaar, 12 december 1983) was een Nederlands jurist en bankier.
Hij was een zoon van Gerina Nicoletta Verkaik en Dirk Johannes Hendrikus van Elden, in 1899 waarnemend directeur van een levensverzekeringsmaatschappij. Het gezin woonde aan de Maliebaan. Hijzelf was getrouwd met Andrée Fanny Léontine Richter.
Hij kreeg zijn opleiding aan de Universiteit Utrecht waar hij rechten studeerde. Hij zou daarna enige tijd werken op een advocatenkantoor in Rotterdam. Vervolgens werd hij jurist voor Esso Nederland/Standard Oil (1927-1946); hij woonde enige tijd in New York. Eenmaal terug in Nederlands werd hij directeur van de Bank voor Handel en Scheepvaart in Rotterdam (1946-1963). In 1961 werd hij lid van de Raad van Toezicht van Nationaal Grondbezit.
Al tijdens zijn studententijd raakte hij geïnteresseerd in beeldende kunst en literatuur. Met name de Sonnetten van Shakespeare fascineerden hem zodanig dat hij er vertalingen van maakte (Uitgever L.J.C. Boucher, Den Haag, 1959). Schrijver Kees Fens vermoedde aan de hand van die vertalingen enige eigen inbreng van Van Elden, voortkomend uit de keus die Van Elden als vertaler moest maken; die keus had gevolgen bij de vertaling van andere sonnetten. Ook andere poëzie had zijn interesse. Hij vertaalde Italiaanse teksten van onder meer Francesco Berni en in 1971 publiceerde hij door hem vertaalde gedichten van Rutebeuf. 
In 1963 kreeg hij de Zilveren Anjer opgespeld vanwege zijn inzet voor die poëziekunst. Het jaar daarop werd hij benoemd tot directeur van Panorama Mesdag (termijn onbekend), nadat hij al jaren lid was van de Commissie voor schone kunsten Den Haag. Hij was ook enige tijd bestuurslid van de Vereniging Rembrandt.
Voor zijn werk als voorzitter bij de Stichting Overleg Personeelfondsen (adviescommissie) was hij in 1959 al benoemd tot officier in de Orde van Oranje-Nassau.
Hij werd in stilte gecremeerd.
- Digitale Bibliotheek voor de Nederlandse Letteren: elde005
- Gemeinsame Normdatei: 126304076
- International Standard Name Identifier: 0000 0000 1816 3255
- Nederlandse Thesaurus van Auteursnamen: 067821502
- Virtual International Authority File: 15759005